# Протоиндијско писмо
Протоиндијско писмо представља зачетак развоја културе у Индији и њеног писма. Сматра се да историја људског рода почиње изумом писма, јер његовом појавом настају и саме цивилизације. Сваки систем облика (цртежи, слике, симболи, знакови) који носи одређену поруку назива се писмом. Писмо је графички израз језика.

## Историја Индске долинске цивилизације
На Индијском потконтиненту писмо се појавило чак у 3. веку пне. У западном делу данашњег Пакистана, године 1926. археолози, пореклом из Енглеске, Џон Маршал (енгл. John Marshall)), а потом и Е. Мекеј (енгл. E. Mackay)открили су, у долини реке Инда, ову дотад непознату цивилизацију. Сматра се да датира између 2400. и 2100. године пре почетка наше ере, а њено средиште се налазило крај данашњег места Мохенџо Даро и Харапа, отуда и назив цивилизације Мохенџо Даро. Ови  изгубљени и заборављени градови су уз помоћ истраживача откопани и детаљно проучени. Откопавањем се дошло до закључка да је ту био заступљен итекако висок степен цивилизације и културе. Пронађене су уређене куће у оквиру којих су се налазила купатила, а посебно је истакнута једна од најлепших зграда јавног купатила, са централним базеном и великим бројем пространих просторија. Осим тога, откривено је да је цивилизација била вешта и у изради оруђа што од сребра, злата, бакра, олова и бронзе...грнчарије, људских кипова и др.

Како углавном бива са првим древним цивилизацијама, по археолошким налазима, и Индска култура доживела је пораз и превласт од стране дивљих варварских племена са запада, Аријеваца, али ни то не можемо са сигурношћу тврдити, јер разлози нестанка те велике цивилизације нису у потпуности јасни. У литератури се спомиње потрес, инвазија Аријеваца, промене у речним токовима настале тектонском активношћу Хималаја, што је могло проузроковати исушивање реке Сарасвати, дуготрајно поплављивање реке Инд, салинацију поља и појаву болести преношене водом попут маларије и колере.

## Први трагови писма
Трагове писма налазимо на бројним рељефним подлогама у које су урезивани натписи, међутим, до дан данас се не зна о ком писму је реч. Најинтересантнији су откривени исписани предмети у облику печатњака. Прављени су од печене глине, од мајолике, али и од слонове кости. Досад је пронађено око 2500 ових печатњака – највише четвоространих, у облику квадрата, али и у другим облицима. Вероватно су ношени и око врата као амајлије или амблеми, јер су на себи имали рупицу кроз коју се провлачила врпца. У Харапи су пронађени и печатњаци округлог и елипсоидног облика те у облицима примитивно израђених животиња. Није у потпуности познато која им је била сврха. По неким мишљењима натписи на печатњацима означавали су различите друштвене групе, налик кастама које налазимо у брахманистичкој Индији. Други су мишљења како су печатњаци служили при трговини. Индска долинска цивилизација имала је врло развијену трговину. Причвршћени уз робну пошиљку печати су можда означавали власника, порекло, дестинацију и састав пошиљке, те као својеврсни товарни лист олакшавали трговину између удаљених подручја.

## Протоиндијско писмо и његово дешифровање
Било је неколико покушаја дешифровања овог писма од стране разних научника, али је то успело тек чешком оријенталисти, професору Беджиху Хрозни (Bedrich Hrozny). Ово писмо названо је протоиндијско. Покушај професора Хрозног, кога је париска Сорбона 1945. изабрала за свог почасног доктора у знак признања за постигнуте научне резултате, да реши загонетку протоиндијског писма није коначна реч науке, јер има доста научника који његову теорију негирају и одбацују.  Наиме, он је пошао од хипотезе да је тај непознати народ, коме не знамо ни име, ни језик, ни писмо, ни одакле је дошао, морао бити у блиској културној вези са Хетитима, односно са њиховим хијероглифским писмом. Хетити су народ из источног дела Мале Азије, који су око 2000. године пре н.е. два пута стварали моћну државу коју су, као и народ Мохенџо Даро, уништили други народи, тачније Асирци око 1200. године пне. Хетитски језик и писмо откривени су 1907. године захваљујући археолошким испитивањима у Малој Азији, западно од Анкаре, на бројним глиненим плочицама. Они су се истовремено служили клинастим и сликовним писмом. Дешифровање хетитског клинастог писма задало је много муке палеографима, али је и њега најзад дешифровао управо Беджих Хрозни. Сматра се да хетитски језик припада породици индоевропских језика.
У протоиндијском писму, Хрозни је нашао 110 знакова. Од тих 110 знакова, он 86 сматра за „симболе само за 6 знакова“, а од ових 45 као симболе за гласове ша, ши, ше, ш. Установио је да се пише здесна налево. Успео је да прочита три текста: Печат великог дома, Печат храма и Печат Натајев. Он је закључио, такође, да је то писмо било сликовно, да је читање знакова монофоно, што значи да се сваки знак може читати само на један начин. На једном печатњаку спомињу се имена богова Икуеа, Натаја, Јаја, али и богиња Униш, Сакаш, Јајаш и др.
Велики проблем у дешифрирању индског писма краткоћа је натписа. Натписи у просеку имају мање од четири знака по реду, а најдужи има само двадесет шест знакова раздељених дуж трију страна призме од теракоте. Иако се претпоставља постојање књижевности и религиозних епова, ништа нам се од тога није сачувало. Разлог је томе можда кориштење недовољно квалитетник материјала попут коре дрвећа и палминог лишћа, материјала који се тада традиционално користио у  Индији. На то упућује и проналазак посуда за мастило у Мохенџо Дару. Постоји нада да ће даља ископавања на локалитетима индске долинске цивилизације открити предмете с дужим натписима, можда чак и књиге глинених плочица какве познајемо из старог Сумера.
Дешифрирање писма Индске долинске цивилизације у модерној Индији попримило је и политичку димензију. Хинду-националистички историчари датирали су индско писмо у средину четвртог века пр. н. е. и учинили га тако најстаријим читљивим писмом на свету, старијим од месопотамског клинастог писма и египатских хијероглифа. Натписи индског писма могли су се читати на ведском санскриту. То је покушај промицања древности, надмоћи и независности хиндуизма о страном утицају. Иако су такве тврдње одлучно одбачене од стране стручњака, идеја да је језик цивилизације у долини Инда санскрит или индоаријски и даље ужива широку подршку. Данас је најприхваћенија хипотеза коју је изнио фински индолог Аско Парпола о дравидском пореклу индског језика иако ни она није у потпуности доказана. Неки аутори сматрају да индско писма не означава језик већ својеврсни систем религиозно-политичких ознака. Огромну територију коју је обухватала Индска долинска цивилизација настањивали су људи који су говорили разним језицима. У таквом огромном вишејезичном друштву, једноставни систем религиозно-политичких ознака могао је играти већу улогу у културној кохезији друштва од било којег писма заснованог на језику.
С крајем Индске долинске цивилизације нестало је и индско писмо. Аријевци су доласком на власт своје свете химне преносили усмено вековима се опирући писаној речи.

## Галерија слика
- Рељефни печати из Мохенџо Даро
- Загонетни печатњаци са непознатим писмом Мохенџо Даро, које је покушао да дешифрује чешки научник Хрозни
- Ископане рушевине Мохенџо-Даро-а, са Великим купалиштем у првом плану и житницом у позадини
- Велико купалиште изблиза